# Покахонтас (филм)
„Покахонтас“ (на английски: Pocahontas) е американски анимационен романтичен драматичен филм от 1995 г., продуциран от Уолт Дисни Фийчър Анимейшън за Уолт Дисни Пикчърс. Това е 33-тият пълнометражен филм на Уолт Дисни Къмпани и шестият филм, част от ерата Дисни Ренесанс, режисиран е от Майк Гейбриъл и Ерик Голдбърг, базиран на живота на индианска жена със същото име. Изобразява се измислен разказ за историческата ѝ среща с англичанина Джон Смит и заселниците от Джеймстаун, пристигнали от компанията „Верджиния“. Филмът е озвучен от Ирен Бедард, Мел Гибсън, които изпълняват ролите на Покахонтас и Смит, съответно, и Дейвид Огдън Стайърс, Ръсел Мийнс, Крисчън Бейл, Били Конъли и Линда Хънт. Музиката е написана от Алън Менкен, който също участва в създаването на песните към филма заедно със Стивън Шварц.
След като прави режисьорския си дебют със Спасителите в Австралия (1990), Гейбриъл замисля филма по време на уикенд за Деня на благодарността. Проектът започва развитието си едновременно с Цар лъв (1994) и привлича повечето от най-добрите аниматори на компанията „Дисни“. Междувременно, директорът на студио „Дисни“ Джефри Каценберг решава, че филмът трябва да бъде романтичен епос в духа на Красавицата и Звяра (1991), с надеждата, че подобно на същия ще бъде номиниран за наградата Оскар в категория Най-добър филм. Сценаристите Карл Бингер, Сузан Грант и Филип Лазебник имат свобода с историята, за да направят филма привлекателен за публиката.
Премиерата на филма Покахонтас е на 23 юни 1995 г., като получава смесени реакции от критиците, които хвалят неговата анимация, музикална партитура и песни, но критикуват историята и липсата на историческа точност. Расовите нотки във филма, а също и свободата също получават различни реакции. Покахонтас печели 346 милиона долара в бокс офиса, но въпреки внушителната цифра, се счита за разочарования в сравнение с приходите от Цар лъв. Филмът получава две награди Оскар за Най-добър мюзикъл или комедия и за Най-добра оригинална песен (Colors of the Wind). Видео игра, базирана на Покахонтас, е пусната в различни платформи. Продължението е на филма е Покахонтас II: Пътуване към Новия свят от 1998 г., което е пуснато директно на VHS.

## Сюжет
През 1607 г. „Сюзан Констант“ отплава от Лондон към Новия свят, превозвайки английски заселници от компания „Верджиния“. На борда са капитан Джон Смит и лидерът на пътуването Ратклиф, който се стреми към златото, което да му донесе богатство и обществен статус. По пътя „Сюзан Констант“ попада в северноатлантическа буря и Джон спасява младия и неопитен пасажер Томас от удавяне. Когато наближават Новия свят, заселниците, включително и Джон, говорят за приключения, намиране на злато, борба с индианците и устаноняването им в новата земя.
В племето Поухатан в Ценакомаках, Северна Америка, Покахонтас, дъщерята на вожда Поухатан, се страхува, че е възможно да я омъжат за Кокум, смел войн, когото тя вижда като заплаха за собствената си свобода. Поухатан подарява на Покахонтас колието на майка ѝ. Покахонтас, заедно с приятелите си - миещата мечка Мико и колибрито Флит, посещават баба Уилоу, говореща върба, и разказва съня си, включващ въртяща се стрела и объркването си за това какъв трябва да е пътят в живота ѝ. Баба Уилоу предупреждава Покахонтас за пристигащите англичани.
Ратклиф в Джеймстаун, построен на горна поляна, веднага кара екипажа да копае за злато. Джон тръгва, за да изследва пустошта и се среща с Покахонтас. Те са очаровани един от друг и от световете, от които идват, и в крайна сметка се влюбват, въпреки нарежданията на баща си да стои далеч от англичаните, след като Кокум и други воини се сражавали срещу тях. Междувременно, Мико се среща с Пърси, мопса домашен любимец на Ратклиф. Когато Джон казва на Покахонтас, че са пристигнали, за да търсят злато, тя му отговаря, че няма злато по земите им. Покахонтас запознава Джон с баба Уилоу, но най-добрата ѝ приятелка, Накома, разбира за връзката ѝ с Джон и предупреждава Кокум. Ратклиф също научава за срещите между Покахонтас и Джон и гневно го предупреждава да няма пощада към нито един туземец.
По-късно, Джон и Покахонтас се срещат с баба Уилоу и планират постигането на мир между колонистите и племето. Джон и Покахонтас се целуват, а Кокум и Томас, изпратен от Ратклиф да шпионира Джон, стават свидетели отдалеч. Разярен, Кокум надава боен вик, атакува и се опитва да убие Джон, но Томас се намесва и с мускета си убива Кокум, който в сражението къса колието на Покахонтас. Джон заръчва на Томас да напусне малко преди да се появят индианците, които залавят Джон и отнасят тялото на Кокум. Разгневен заради смъртта на Кокум, Поухатан обявява война на англичаните, която ще започне с екзекуцията на Джон при изгрен слънце.
Томас пристига през нощта в Джеймстаун и предупреждава английските заселници за залавянето на Джон. Ратклиф веднага събира хората си за битка, използвайки залавянето на Джон като извинение, за да унищожи племето и да намери несъществуващото им злато. Същата вечер Поухатан нарежда на хората си да се готвят за битка. Отчаяна, Покахонтас посещана баба Уилоу, където Мико ѝ дава компаса на Джон. Покахонтас осъзнава, че компасът на Джон е въртящата се стрела и че е свързана съдбата ѝ с него. Настъпва утрото, Поухатан и племето му влачат Джон до скала, където ще се извърши екзекутирането му. Междувременно, Ратклиф предвожда въоръжените колонисти към скалата, за да се бият с воите на Поухатан. Точно когато Поухатан е напът да екзекутира Джон, Покахонтас се намесва и накрая го убеждава да прекрати сражението и да пощади живота на Джон. Сражаващите се приемат края на битката с благодарност и Джон е освободен, а когато Ратклиф нарежда на хората си да атакуват, те отказват. Ядосан, Ратклиф страля към вожда, но Джон го защитава, поемайки куршума. Разгневените заселници арестуват Ратклиф, тъй като е застрелял приятеля им.
Здравето на Джон е закрепено от племето, но той трябва да се върне в Англия, за да бъде лекуван. Ратклиф, окован във вериги, също е изпратен към Англия, за да бъде изправен пред съда заради престъпленията си към местното население. Джон моли Покахонтас да го придружи, но тя отказва, предпочитайки да остане при племето си. Мико и Пърси дават поправената огърлица на Покахонтас. Джон си тръгва без Покахонтас, но с благословията на Поухатан да се върнепо всяко време, когато поиска. Покахонтас, стояща на скала, съзерцава кораба, с който Джон си заминава.

## Актьори
- Ирен Бедард - Покахонтас, дъщеря на вожда на племето, която притежава приключенски дух и умишлено не се подчинява на забраната на баща си да не се среща с бели мъже. Влюбва се в капитан Джон Смит.
  - Джуди Кун - Покахонтас (вокал).
- Мел Гибсън - Джон Смит, капитанът на кораба, който се влюбва в Покахонтас. Той е единственият заселник в Джеймстаун, който желае да се сприятели с местното население. Заради любовта си към Покахонтас е готов да приеме различните култури.
- Дейвид Огдън Стайърс - Ратклиф, алчният, арогантен и безмилостен лидер на експедицията във Вирджиния. Единствената му цел е да намери злато и други богатства, които да запази за себе си.
  - Стиърс - Уигинс, слугата на Ратклиф.
- Джон Касир - Мико, миещата мечка на Покахонтас, дружелюбен е към Джон. Любимото му занимание е да похапва.
- Ръсел Мийнс - Поухатан, баща на Покахонтас и вожд на племето.
  - Джим Къмингс - Поухатан (вокал).
- Крисчън Бейл - Томас, верният приятел на Джон Смит.
- Били Конъли - Бен и Джо Бейкър, двама заселници и приятели на Джон Смит.
- Линда Хънт - Баба Уилоу, говореща върба, която дава мъдри съвети на Покахонтас.
- Дани Ман - Пърси, мопсът домашен любимец на Ратклиф.
- Франк Уелкър - Флит, колибрито на Покахонтас, който предпочита Кокум пред Джон Смит, но в крайна сметка се сприятелява с втория.
- Мишел Джон - Накома, най-добрата приятелка на Покахонтас, която е тайно влюбена в Кокум.
- Джеймс Апаумът Фал - Кокум, красив, силен и смел, но строг и агресивен воин от племето, за когото вождът иска да омъжи Покахонтас.
- Гордън Тутусис - Кеката, шаманът на племето.
  - Джим Къмингс - Кеката (вокал).

## Телевизионна версия
На 3 януари 2010 г. Нова телевизия излъчи филма с български дублаж за телевизията. Дублажът е войсоувър в студио Александра Аудио. Екипът се състои от:
| Роля                   | Изпълнител                                         |
| ---------------------- | -------------------------------------------------- |
| Изпълнителен продуцент | Васил Новаков                                      |
| Преводач               | Йоанна Йорданова                                   |
| Режисьор на дублажа    | Десислава Софранова                                |
| Тонрежисьор            | Стамен Янев                                        |
| Озвучаващи артисти     | Надя Полякова Иван Велчев Петър Калчев Иван Петков |